# Warning (chanson de Green Day)
Pour les articles homonymes, voir Warning.
Singles de Green Day
Minority
(2000) Waiting
(2001)
Warning est une chanson du groupe punk américain Green Day et le deuxième single extrait de leur sixième album, Warning:, paru en 2000.

## Liste des chansons
Version 1
1. Warning
2. Scumbag
3. Don't Want to Know If You Are Lonely (reprise de Hüsker Dü)

Version 2
1. Warning
2. Outsider (reprise des Ramones)
3. Suffocate

Version australienne
1. Warning
2. Minority
3. Scumbag
4. Outsider (reprise des Ramones)

## Classements hebdomadaires
| Classement (2000-2001)                    | Meilleure position |
| ----------------------------------------- | ------------------ |
| Australie (ARIA)                          | 19                 |
| États-Unis (Alternative Songs)            | 3                  |
| États-Unis (Mainstream Rock Tracks chart) | 24                 |
| Italie (FIMI)                             | 49                 |
| Nouvelle-Zélande (RMNZ)                   | 37                 |
| Royaume-Uni (UK Singles Chart)            | 27                 |
| Royaume-Uni (UK Rock Chart)               | 1                  |